# Скандал Гейера
«Дело о борделе» (швед. Bordellhärvan) — произошедший в 1977 году в Швеции скандал, вызванный сведениями о посещении ведущими политиками публичного дома, предположительно с несовершеннолетними проститутками. Также известно как «Скандал Гейера» (швед. Geijeraffären) по имени министра юстиции Леннарта Гейера.

## Начало
В мае 1976 года в Стокгольме была арестована мадам Дорис Хопп, подозреваемая в сутенёрстве и содержании борделя.
18 ноября 1977 года в крупнейшей шведской газете «Новости дня» вышла статья журналиста Питера Братта в которой с ссылкой на неназванный источник утверждалось, что клиентами этого борделя были известные политики, в том числе министр юстиции Леннарт Гейер, о чём комиссар национальной полиции Карл Перссон сообщал премьер-министру Улофу Пальме в меморандуме. Кроме Гейера в статье упоминалось ещё пять человек, четверо мужчин: Турбьёрн Фельдин, Кристер Викман, Яльмар Мехр, Рагнар Лассинантти и одна женщина — Анна-Сесилия Неттлбрандт.
В то время приобретение сексуальных услуг не было незаконным в Швеции, и сам факт посещения борделя политиками не являлся преступлением, но, как сообщалось, в данном случае меморандум предупреждал о существовании риска для безопасности государства, поскольку среди клиентов борделя были и сотрудники иностранных посольств, в частности агенты КГБ из Польши.
Но Улоф Пальме категорически опроверг эти данные, обвинив газету в клевете. Начальник полиции Стокгольма Ханс Холмер также отрицал, что в ходе расследования по борделю были получены такие данные. Кроме того в статье были две фактические ошибки. Не имея доступа к меморандуму и иных доказательств газета была вынуждена отступить и принести официальные извинения.
Однако 11 мая 1978 года Карл Перссон, снятый с поста комиссара национальной полиции и назначеный губернатором одной из провинций, в телепередаче уже сам упомянул о существовании такого секретного меморандума, и в тот же день получил жёсткую критику со стороны и Улофа Пальме, и со стороны нового премьер-министра Турбьёрна Фельдина, причём Турбьёрн Фельдин перед шведским парламентом заявил, что весь меморандум должен был быть ложным просто потому, что в нём есть и его собственное имя.
Выяснилось, что информацию о меморандуме и расследовании по борделю «слил» в газету криминолог Лейф Перссон (Leif Persson), которые работал при комиссаре полиции Карле Перссоне, но предоставить какие-либо документы он не мог — по его словам на следующий день после появления статьи в газете его кабинет был вскрыт и материалы дела изъяты по указанию тогдашнего начальника полиции Стокгольма Ханса Холмера. Лейф Перссон издал в 1978 году детективный роман «Grisfesten» (Вечеринка свиней) в котором детектив расследуя дело об ограблении выясняет что ограбление было совершено с целью сокрытия улик о связи министра юстиции с несовершеннолетней проституткой. Хотя в предисловии автор отрицал какую-либо связь с делом, однако, в 2011 году он признался, что написал роман, чтобы отомстить тем, кто лгал в связи с делом Гейера.

## Последующие события
В 1991 году по запросу журналиста Шведского радио меморандум по решению суда был рассекречен — он включал около 70 имен политиков того времени посещавших бордель. В меморандуме тогдашний глава шведской полиции Карл Перссон действительно сообщал премьер-министру Улофу Пальме, что лица часто посещают бордель и поэтому могут быть подвергнуты шантажу, тем более что некоторые из проституток были из коммунистического блока.
Кроме Леннарта Гейера в связи со скандалом назывались, например, Олоф Йоханссон (член парламента в 1971—1976 гг.) и Тэйдж Питерсон (член парламента в 1971—1982 гг., в дальнейшем министр юстиции и министр обороны Швеции), которые свою причастность отрицали.
Причина, по которой Улоф Пальме называл всё слухами и агрессивно отрицал существование меморандума, осталась загадкой — Улоф Пальме был убит в 1986 году. 
Хотя факт существования меморандума подтвердился, в юридическом смысле — посещение борделя не является доказательством того, что лицо являлось его клиентом.

## Спустя 40 лет
В декабре 2007 года на пресс-конференции в Стокгольме перед всей шведской прессой некая Ева Бенгтссон (Eva Bengtsson) заявила, что с июня по декабрь 1974 года она и её кузина будучи 14-летними подростками были вовлечены в проституцию. По её словам они, выбираясь вечером в город, познакомились с одним известным журналистом, который затем был осуждён за педофилию, он и познакомил их с Дорис Хопп, которая и сводила их с клиентами, среди которых были и влиятельные политики. Встречи с клиентами проходили на протяжении полугода по несколько раз в неделю на квартире на втором этаже на улице Руддаммсвегене в районе Руддаммен Стокгольма, в комнате на стенах и потолке были большие зеркала без рам.
По словам работавшего в то время в полиции Уве Шестранда (Ove Sjöstrand), у него были подозрения, что Дорис Хопп помогала клиентам встречаться «практически с детьми» — при прослушке телефона Дорис Хопп кто-то из клиентов высказывал пожелания встретиться с такой девушкой «у кого не было волос и не было груди». При этом Уве Шестранд заявил, что прокурор приказал им не идти до конца в этом деле, и записывать только число клиентов и девушек, а также сведения о получении Дорис Хопп денег.
Дорис Хопп уже умерла к этому времени, но её сводные сёстры подтвердили, что видели в её доме в 1959—1965 годах видных политиков того времени, в том числе Тэйджа Питерсона, который назвал это утверждение ложью.
Однако Лейф Перссон в 1976 году тесно сотрудничавший с комиссаром полиции Карлом Перссоном, и «сливший» информацию газете, категорически отрицал, что кто-нибудь из ведущих политиков был клиентом Дорис Хоуп:

Единственный высокий политик, чьё имя упоминалось в контексте дела был ранее министром юстиции Леннартом Гейером. Про остальных — это просто чушь собачья. Были режиссеры, врачи, актеры, которые были клиентами у неё, но никаких высокопоставленных политиков.
Оригинальный текст (швед.)Den enda höga politikern som återkom i de där sammanhangen var tidigare justitieministern Lennart Geijer. I övrigt är det bara skitsnack. Det var direktörer, läkare, skådespelare som var kunder hos henne, inga höga politiker, säger han.
В связи с этим делом обычно обращают внимание на то, что министр юстиции Гейер пытался в то время декриминализировать педофилию.
В 2008 году Ева Бенгтссон и её кузина потребовали возмещения ущерба от государства. Их адвокат Никлас Карлссон подал иск о извинениях и миллионе шведских крон. Решением канцлера юстиции Йорана Ламберца им было отказано на основании истечения десятилетного срока давности, хотя в своем решении об отказе он отметил, что у него нет оснований сомневаться в том, что женщины подвергались «большому числу сексуальных преступлений».

Одно и то же имя появляется во всех документах: министр юстиции. Другие известные имена появляются спорадически. Что произошло на самом деле — никогда не будет исследовано. Факты дела таковы, что, чтобы защитить своего министра или потому, что он действительно интерпретировал сведения как «сплетни», Пальме остановил все подходы к расследованию, в то время как этот вопрос был актуальным, и те, кто участвовал, были живы.
Оригинальный текст (швед.)En och samma figur återkommer i alla dokument: en justitieminister. Andra kända namn förekommer mer sporadiskt. Vad som faktiskt skedde lär aldrig kunna utredas. Fakta i målet är att Palme, för att skydda sin minister eller för att han verkligen tolkade ryktena som ”sliddersladder”, stoppade alla ansatser till utredningar medan saken var aktuell och de inblandade var i livet.
— газета «Sydsvenskan», 2012 год

## В культуре
В 1984 году вышел шведский художественный фильм «Человек с Майорки» по роману Лейфа Перссона «Вечеринка свиней».
В 2012 году вышел шведский художественный фильм «Девочка по вызову» представляющий собой вымышленную версию событий 1976 года.
В 2013 году один из фильмов (Bordellhärvan) документальной серии «Svenska händelser» посвящён этому делу.